# Porquéricourt
Porquéricourt é uma comuna francesa na região administrativa de Altos da França, no departamento de Oise. Estende-se por uma área de 3,75 km². Em 2010 a comuna tinha 408 habitantes (densidade: 108,8 hab./km²).